# Marie-Élisa Nordmann-Cohen
Pour les articles homonymes, voir Nordmann et Cohen.
Marie-Élisa Nordmann-Cohen, née le 4 novembre 1910 dans le 8e arrondissement de Paris et morte le 15 août 1993 dans le 13e arrondissement, est une chimiste et résistante communiste française,.

## Biographie
Marie-Élisa Nordmann est la fille d'Emmanuel Nordmann, fondé de pouvoir dans une banque, et d'Athénaïse Nattan.
Elle est une élève de Paul Langevin, sous la direction duquel elle obtient un doctorat en chimie avant la guerre.
Membre de la Résistance, elle diffuse à partir de 1940 le journal L'Université libre. Pendant cette période, elle est proche de France Bloch-Sérazin, la fille de Jean-Richard Bloch. Elle est déportée à Auschwitz par le convoi du 24 janvier 1943 dit convoi des 31000. Elle survit à la déportation, tandis que France Bloch-Sérazin est guillotinée en 1943 à Hambourg. Après la guerre, elle est présidente de l'Amicale des anciens déportés d'Auschwitz.
Elle assiste Frédéric Joliot-Curie, participe à la création et est membre du conseil scientifique du CEA. Elle est assistante en chimie à la Sorbonne, puis à l'Université d'Orsay. Elle épouse le journaliste Francis Cohen.
Elle meurt le 15 août 1993.

## Distinctions
- Officier de la Légion d'honneur[Quand ?]
- Croix de guerre 1939–1945[Quand ?]